# Jean-Baptiste Bordier-Delpuits
L'abbé Jean-Baptiste Bordier-Delpuits (5 mai 1734, Auvergne - 15 décembre 1811, Paris) est un prêtre jésuite français, fondateur de « la Congrégation ».

## Biographie
Il rejoint la Compagnie de Jésus le 18 décembre 1752. Mgr Christophe de Beaumont le nomme chanoine du Saint-Sépulcre à Paris.
Il est l'éditeur des Observations sur le contrat social de J.-J. Rousseau par le Père Berthier en 1789.
La révolution lui faire perdre ses fonctions. Durant cette période, il est condamné à l'emprisonnement et à l'exil.
Rentré en France en 1800, il fonde La Congrégation, qui est réunie le 2 février 1801. Cette organisation charitable, constituée de laïcs et d’ecclésiastiques, a joué un rôle politique et religieux important, notamment dans la défense de la Religion, sous le Directoire, le Premier Empire et la Restauration en rassemblant des personnalités traditionalistes et ultras. Elle favorisait la carrière de ses membres.
Il est le continuateur de l’Abrégé de la vie des Pères et des martyrs traduit de l’anglais par l'abbé Godescart (1802).

## Sources
- Augustin de Backer, Aloys de Backer, Bibliotheque des écrivains de la Compagnie de Jésus, ou, Notices bibliographiques: 1. De tous les ouvrages publiés par les membres de la Compagnie de Jésus, depuis la fondation de l'ordre jusqu'à nos jours; 2. Des apologies, des controverses religieuses, des critiques littéraires et scientifiques suscitées à leur sujet, Volume 5, 1859
- Jean-Clément Martin, Dictionnaire de la Contre-Révolution, 2011